# Finanse zarządcze
Finanse zarządcze - dyscyplina finansowa, której celem jest rozpoznawanie istoty zjawisk finansowych, powstających w obszarze działalności podmiotów, i na tej podstawie praktyczne wykorzystanie finansów (instrumentów finansowych) do zarządzania daną działalnością podmiotu.
Dyscyplina ta jest pokrewna finansom przedsiębiorstwa, chociaż ma szersze zastosowanie, tzn. także w odniesieniu do podmiotów prowadzących działalność nieskomercjalizowaną. W przypadku podmiotów prowadzących działalność skomercjalizowaną celem zarządzania finansami podmiotu jest przede wszystkim utrzymanie się tego podmiotu na rynku, a następnie wzrost jego wartości.
Finanse zarządcze mogą jednak być z powodzeniem wykorzystywane przez jednostki działające w ramach sektora publicznego, które nie są zorientowane na osiąganie zysków. Wykorzystywanie finansów zarządczych w tego typu jednostkach jest trudniejsze, gdyż efekty działalności tych podmiotów nie przyjmują charakteru pieniężnego.